# Delphinium tenuisectum
Delphinium tenuisectum là một loài thực vật có hoa trong họ Mao lương. Loài này được Greene mô tả khoa học đầu tiên năm 1894.